# Erastriopis
Erastriopis là một chi bướm đêm thuộc họ Erebidae.